# Statistiques et records du Paris Saint-Germain

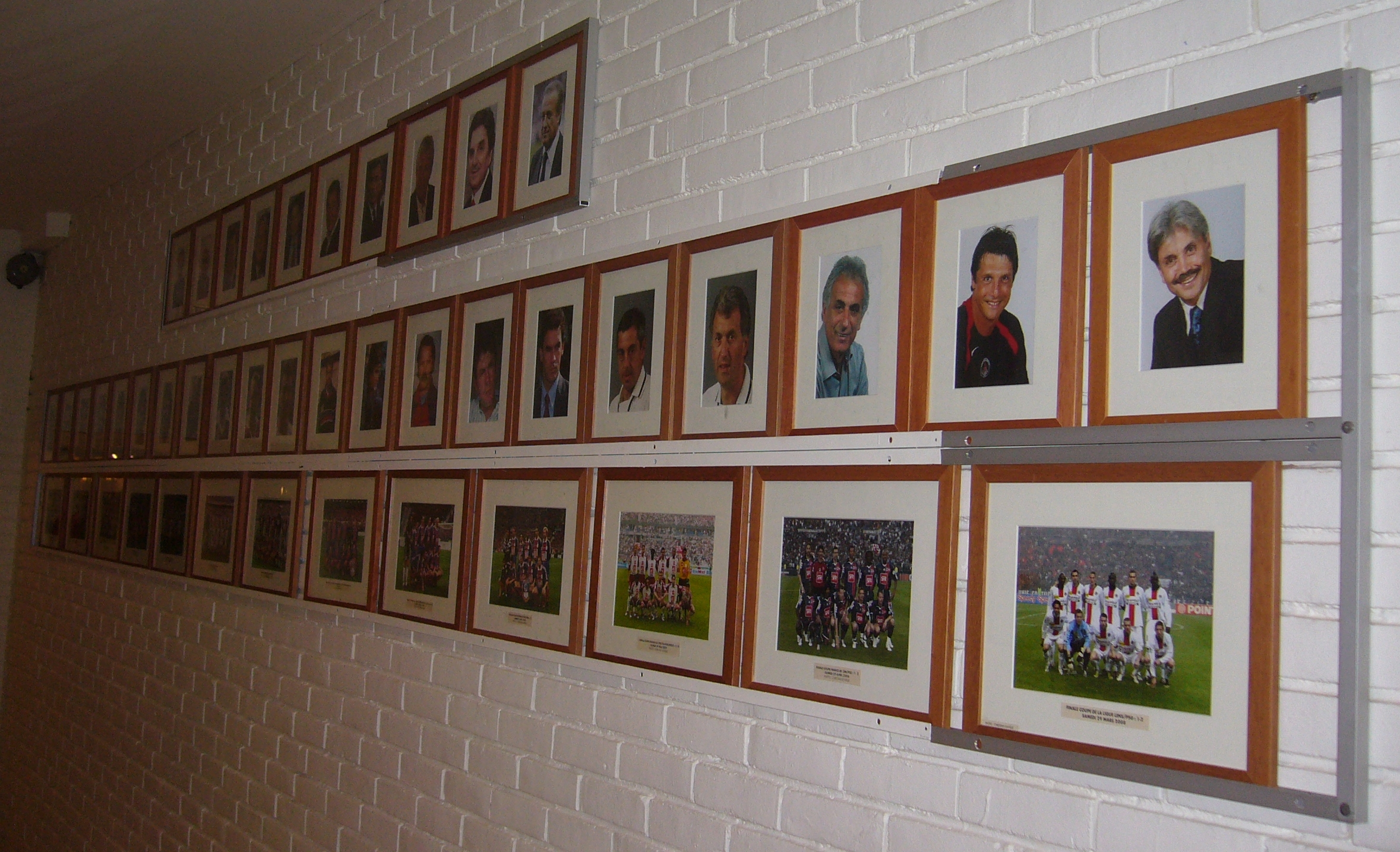
Nouveau hall d'honneur du PSG au Parc des Princes.

Cet article présente les statistiques et records du Paris Saint-Germain .
Le Paris Saint-Germain, couramment désigné comme le PSG, est un club de football professionnel français basé à Paris, dont la première équipe joue au plus haut niveau du football français, la Ligue 1. L'équipe a été créée en 1970 à la suite de la fusion du Paris FC avec le Stade saint-germanois, alors en Division 2.
À l'échelle nationale, le PSG a remporté treize championnats de Ligue 1, seize Coupes de France, neuf Coupes de la Ligue, treize Trophées des Champions et un championnat de Ligue 2. 
À l'échelle internationale, le PSG a gagné une Coupe des Vainqueurs de Coupe (C2). Il a également remporté une Coupe Intertoto et deux International Champions Cup, deux compétitions internationales mineures. En 2025, le PSG remporte sa première Ligue des champions de l'UEFA, en gagnant avec le score record de 5-0 contre l'Inter de Milan. Plus tard dans l'année, il remporte la première Supercoupe de l'UEFA du football français en battant Tottenham.
En ayant remporté 56 titres dans son histoire, le PSG est le club français le plus titré, et l'un des deux seuls clubs français (avec l'Olympique de Marseille) à avoir remporté une Coupe d'Europe. 
Le défenseur brésilien Marquinhos détient le record du plus grand nombre de matchs joués avec le Paris Saint-Germain. Depuis 2013, le défenseur brésilien a joué 492 fois pour le club de la capitale. Seuls dix autres joueurs ont fait plus de 300 apparitions : Jean-Marc Pilorget, Sylvain Armand, Paul Le Guen, Safet Sušić, Bernard Lama, Mustapha Dahleb, Marco Verratti, Thiago Silva, Edinson Cavani et Kylian Mbappé. Le record de meilleur buteur du club est détenu par l'attaquant français Kylian Mbappé, qui a marqué 256 buts toutes compétitions confondues depuis 2017.

## Club

### Statistiques

#### Statistiques générales en compétition
| Championnats                  | Saisons | Titres | J    | G    | N   | P   | Bp   | Bc   | Diff  |
| ----------------------------- | ------- | ------ | ---- | ---- | --- | --- | ---- | ---- | ----- |
| (ex-Division 1) Ligue 1       | 47      | 13     | 1739 | 813  | 463 | 463 | 2706 | 1870 | +836  |
| Coupes nationales             | Saisons | Titres | J    | G    | N   | P   | Bp   | Bc   | Diff  |
| Trophée des champions         | 16      | 13     | 16   | 11   | 4   | 1   | 28   | 10   | +18   |
| Coupe de France               | 49      | 15     | 234  | 166  | 28  | 40  | 486  | 203  | +283  |
| Coupe de la Ligue             | 23      | 9      | 72   | 52   | 5   | 15  | 137  | 66   | +71   |
| Coupes d'Europe de l'UEFA     | Saisons | Titres | J    | G    | N   | P   | Bp   | Bc   | Diff  |
| Ligue des champions           | 14      | 1      | 121  | 67   | 22  | 32  | 243  | 136  | +107  |
| Coupe des vainqueurs de coupe | 6       | 1      | 38   | 24   | 6   | 8   | 66   | 27   | +39   |
| (ex-Coupe UEFA) Ligue Europa  | 9       | 0      | 72   | 32   | 24  | 16  | 106  | 62   | +44   |
| Coupe Intertoto (1995-2008)   | 1       | 1      | 8    | 5    | 3   | 0   | 20   | 3    | +17   |
| Supercoupe de l'UEFA          | 1       | 0      | 2    | 0    | 0   | 2   | 2    | 9    | -7    |
| Total                         |         | 51     | 2402 | 1210 | 579 | 589 | 4000 | 2466 | +1482 |

#### Palmarès
| Compétitions nationales | Compétitions internationales |
| --- | --- |
| - Championnat de France (13) - Champion en 1986, 1994, 2013, 2014, 2015, 2016, 2018, 2019, 2020, 2022, 2023, 2024 et 2025 - Vice-champion en 1989, 1993, 1996, 1997, 2000, 2004, 2012, 2017 et 2021 - Championnat de France de Division 2 (1) - Champion en 1971 - Coupe de France (16) - Vainqueur en 1982, 1983, 1993, 1995, 1998, 2004, 2006, 2010, 2015, 2016, 2017, 2018, 2020, 2021, 2024 et 2025 - Finaliste en 1985, 2003, 2008, 2011 et 2019 - Coupe de la Ligue (9) - Vainqueur en 1995, 1998, 2008, 2014, 2015, 2016, 2017, 2018 et 2020 - Finaliste en 2000 - Trophée des champions et équivalent (13) - Vainqueur en 1995, 1998, 2013, 2014, 2015, 2016, 2017, 2018, 2019, 2020, 2022, 2023 et 2024 - Finaliste en 1986, 2004, 2006, 2010 et 2021 | - Ligue des champions (C1) (1) - Vainqueur en 2025 - Finaliste en 2020 - Demi-finaliste en 1995, 2021 et 2024 - Coupe du monde des clubs de la FIFA - Finaliste en 2025 - Coupe d'Europe des vainqueurs de coupe (C2) (1) - Vainqueur en 1996 - Finaliste en 1997 - Demi-finaliste en 1994 - Coupe UEFA/Ligue Europa (C3) - Demi-finaliste en 1993 - Coupe Intertoto (1) - Vainqueur en 2001 - Supercoupe de l'UEFA (1) - Vainqueur en 2025 - Finaliste en 1996 - International Champions Cup (2) - Vainqueur en 2015, 2016 - Riyadh Season Cup (1) - Vainqueur en 2023 |

#### Premières
| Intitulé                          | Résultat                                  | Date              | Compétition                   | Stade                 | Lien  |
| --------------------------------- | ----------------------------------------- | ----------------- | ----------------------------- | --------------------- | ----- |
| Premier match officiel            | Stade Poitevin FC 1-1 Paris Saint-Germain | 23 août 1970      | National                      | Stade de la Pépinière | [ 4 ] |
| Première victoire                 | Paris Saint-Germain 3-2 US Quevilly       | 29 août 1970      | National                      | Stade Jean-Bouin      | [ 5 ] |
| Première défaite                  | Paris Saint-Germain 0-2 LB Châteauroux    | 25 octobre 1970   | National                      | Stade Jean-Bouin      | [ 6 ] |
| Premier match au Parc des Princes | Paris Saint-Germain 3-1 Red Star de Paris | 10 novembre 1973  | Division 2                    | Parc des Princes      | [ 7 ] |
| Premier match européen            | Lokomotiv Sofia 1-0 Paris Saint-Germain   | 15 septembre 1982 | Coupe des vainqueurs de coupe | Stade Lokomotiv       | [ 8 ] |

#### Scores les plus élevés
| Victoires | Défaites |
| --- | --- |
| - Championnats - À domicile : 9-0 - EA Guingamp (19 janvier 2019, Ligue 1) - À l'extérieur : 0-9 - ESTAC Troyes (13 mars 2016, Ligue 1) - Coupes nationales - À domicile : 7-0 - SC Bastia (7 janvier 2017, Coupe de France) - À l'extérieur : 0-10 - Côte Chaude SP (22 janvier 1994, Coupe de France) - Coupes d'Europe - À domicile : 7-0 - Stade Brestois (19 février 2025, Ligue des champions) - À l'extérieur : 0-5 - RSC Anderlecht (23 octobre 2013, Ligue des champions) - Malmö FF (25 novembre 2015, Ligue des champions) - Celtic FC (12 septembre 2017, Ligue des champions) - Club Bruges (22 octobre 2019, Ligue des champions) | - Championnats - À domicile : 0-4 - OGC Nice (30 avril 1988, Division 1) - À l'extérieur : 6-0 - FC Nantes (1er septembre 1971, Division nationale) - Coupes nationales - À domicile : 0-5 - Stade de Reims (4 mai 1974, Coupe de France) - À l'extérieur : 3-0 - FC Sochaux (5 avril 1988, Coupe de France) - Coupes d'Europe - À domicile : 1-6 - Juventus (15 janvier 1997, Supercoupe de l'UEFA) - À l'extérieur : 6-1 - FC Barcelone (8 mars 2017, Ligue des champions) |

#### Saisons records
| Buts | Points | Résultats |
| --- | --- | --- |
| - Buts marqués en une saison de Ligue 1 Le plus : 108 (2017-2018, 38 matchs) Le moins : 34 (1998-1999, 34 matchs) - Buts encaissés en une saison de Ligue 1 Le moins : 19 (2015-2016, 38 matchs) Le plus : 73 (1984-1985, 38 matchs) - Différence de buts en une saison de Ligue 1 La meilleure : +83 (2015-2016, 38 matchs) La pire : -16 (1971-1972, 38 matchs) | - Le plus de points en une saison de Ligue 1 Victoire à 3 points : 96 (2015-2016, 38 matchs) Victoire à 2 points : 59 (1993-1994, 38 matchs) - Le moins de points en une saison de Ligue 1 Victoire à 3 points : 39 (1998-1999, 34 matchs) Victoire à 2 points : 30 (1971-1972, 38 matchs) | - Victoires en une saison de Ligue 1 Le plus : 30 (2015-2016, 38 matchs) Le moins : 10 (1998-1999, 34 matchs) - Défaites en une saison de Ligue 1 Le moins : 2 (2015-2016, 38 matchs, 2023-2024 et 2024-2025 34 matchs) Le plus : 18 (1984-1985, 38 matchs) - Matchs nuls en une saison de Ligue 1 Le plus : 17 (1991-1992, 38 matchs) Le moins : 2 (2019-2020, 27 matchs) |

### Séries
- Plus longue invincibilité : 37 matchs[9]. du 28 août 1993 au 2 avril 1994.
- Plus longue invincibilité à domicile : 51 matchs du 2 avril 2016 au 28 février 2018.
- Plus longue invincibilité à l'extérieur : 18 matchs en 1993-1994.
- Plus longue invincibilité en Ligue 1 : 36 matchs[10] du 20 mars 2015 au 20 février 2016.
- Plus longue invincibilité en Ligue 1 sur une saison : 30 matchs de la 1ère à la 30ème journée de la saison 2024-2025[11].
- Plus longue invincibilité à domicile en Ligue 1 : 41 matchs du 2 avril 2016 au 29 avril 2018[12].
- Plus longue invincibilité à l'extérieur en Ligue 1 : 39 matchs[13],[14] du 26 février 2023 au 22 avril 2025.
- Plus longue invincibilité à l’extérieur en Ligue 1 sur une saison : 17 matchs (tous les matchs) de la 1ère à la 34ème journée de la saison 2023-2024[15].
- Plus longue invincibilité à domicile en Coupe d'Europe : 33 matchs[16] de 2006 à 2015.
- Plus longue série de victoires toutes compétitions confondues : 16 victoires en 2015-2016[17].
- Plus longue série de victoires à domicile toutes compétitions confondues : 19 victoires en 2017-2018[18].
- Plus longue série de victoires à l'extérieur toutes compétitions confondues : 13 victoires en 2024-2025[19].
- Plus longue série de victoires en Ligue 1 sur une même saison : 14 matchs en 2018-2019[20].
- Plus longue série de défaites en Ligue 1 : 5 matchs en 1987-1988[21].
- Plus longue série sans victoire en Ligue 1 : 8 matchs en 1979-1980[21].
- Plus longue série de victoires à domicile en Ligue 1 : 17 matchs en 2017-2018[22].
- Plus longue série de victoires à l'extérieur en Ligue 1 : 8 matchs en 2016-2017.

### Buts
- Plus de buts marqués en une saison : 171 en 2017-2018[23].
- Plus de buts marqués en Ligue 1 : 108 en 2017-2018[24].
- Moins de buts marqués en Ligue 1 : 34 en 1998-1999[24].
- Moins de buts concédés en Ligue 1 : 19 en 2015-2016 (record national)[25].
- Plus grand nombre de matchs sans prendre de but en une saison : 23 en 2012-2013[21].
- Plus grand nombre de buts marqués au Parc des Princes en une saison : 82 en 2017-2018[26].
- Seul club à remporter la Coupe de France sans encaisser de but (saison 1992-1993 et 2016-2017)[21].
- Plus grand nombre de buts inscrits en phase de poules de la Ligue des champions : 25 en 2017-2018 (24 buts en battant le Celtic Glasgow 7-1 le 22 novembre 2017[27], suivi d'une réalisation inscrite lors du dernier match contre le Bayern Munich.

### Affluences
- Plus grande affluence : 49 575 – Paris Saint-Germain vs Waterschei, 13 mars 1983[28].
- Plus grande affluence en Ligue 1 : 48 229 – Paris Saint-Germain vs Metz, le 20 décembre 2023[29].
- Plus basse affluence à domicile : 4 520 – Paris Saint-Germain contre l'Olympique Lyonnais, le 27 mai 1980[30].

### Général
- Club français le plus titré avec 55 titres[2].
- Premier club à remporter la Coupe de la Ligue (1994-1995) et le Trophée des Champions (1995) la même année[21].
- Première équipe à remporter une finale au Stade de France (1998 Coupe de la Ligue, Finale)[31].
- Premier club français et neuvième club européen à remporter le triplé (Ligue des champions C1, championnat et coupe nationale dans la même saison) : Ligue 1 –  Coupe de France  –  Ligue des Champions (2025).
- Seul club à remporter la Coupe de France – Coupe de la Ligue – Trophée des Champions la même année (1995, 1998, 2017, 2018 et 2020)[21].
- Seul club à remporter la Ligue 1 – Coupe de France – Coupe de la Ligue – Trophée des Champions la même année (2015, 2016, 2018 et 2020)[32].
- Premier club en Europe à remporter tous les trophées nationaux possibles deux saisons d'affilée (2015 et 2016)[33].
- L'un des deux clubs français (avec Marseille) à remporter un trophée majeur européen grâce à leur victoire en Coupe d'Europe des vainqueurs de coupe 1995-1996[2].
- Le deuxième club français à gagner la Ligue des champions grâce à leur victoire contre l’Inter Milan le 31 mai 2025
- Le club à avoir gagné une finale de Ligue des champions le plus largement (5-0 contre l’Inter Milan le 31 mai 2025.
- Premier club français à avoir remporte deux coupes d'Europe, la Coupe d'Europe des vainqueurs de coupe de football  en 1996 et la Ligue des champions en 2025.
- Premier club français à remporté la Supercoupe de l'UEFA grâce à leur victoire contre Tottenham le 13 août 2025.

## Joueurs

### Joueurs les plus capés
Ce qui suit est une liste des vingt joueurs du Paris Saint-Germain ayant joué le plus de matchs.
| Rang  | Joueur              | Période                 | Matchs |
| ----- | ------------------- | ----------------------- | ------ |
| 1     | Marquinhos          | depuis 2013             | 492    |
| 2     | Jean-Marc Pilorget  | 1975 – 1987 1988 – 1989 | 435    |
| 3     | Marco Verratti      | 2012 – 2023             | 416    |
| 4     | Sylvain Armand      | 2004 – 2013             | 380    |
| 5/6   | Safet Sušić         | 1982 – 1991             | 344    |
| 5/6   | Paul Le Guen        | 1991 – 1998             | 344    |
| 7     | Bernard Lama        | 1992 – 1997 1998 – 2000 | 318    |
| 8     | Thiago Silva        | 2012 – 2020             | 315    |
| 9     | Mustapha Dahleb     | 1974 – 1984             | 310    |
| 10    | Kylian Mbappé       | 2017 – 2024             | 308    |
| 11    | Edinson Cavani      | 2013 – 2020             | 301    |
| 12/13 | Blaise Matuidi      | 2011 – 2017             | 295    |
| 12/13 | Ángel Di María      | 2015 – 2022             | 295    |
| 14    | Éric Renaut         | 1972 – 1975 1976 – 1982 | 290    |
| 15    | Joel Bats           | 1985 – 1992             | 285    |
| 16    | Dominique Baratelli | 1978 – 1985             | 281    |
| 17    | Daniel Bravo        | 1989 – 1996             | 280    |
| 18/19 | Dominique Bathenay  | 1978 – 1985             | 273    |
| 18/19 | Luis Fernandez      | 1978 – 1986             | 273    |
| 20    | Javier Pastore      | 2011 – 2018             | 269    |

### Buteurs

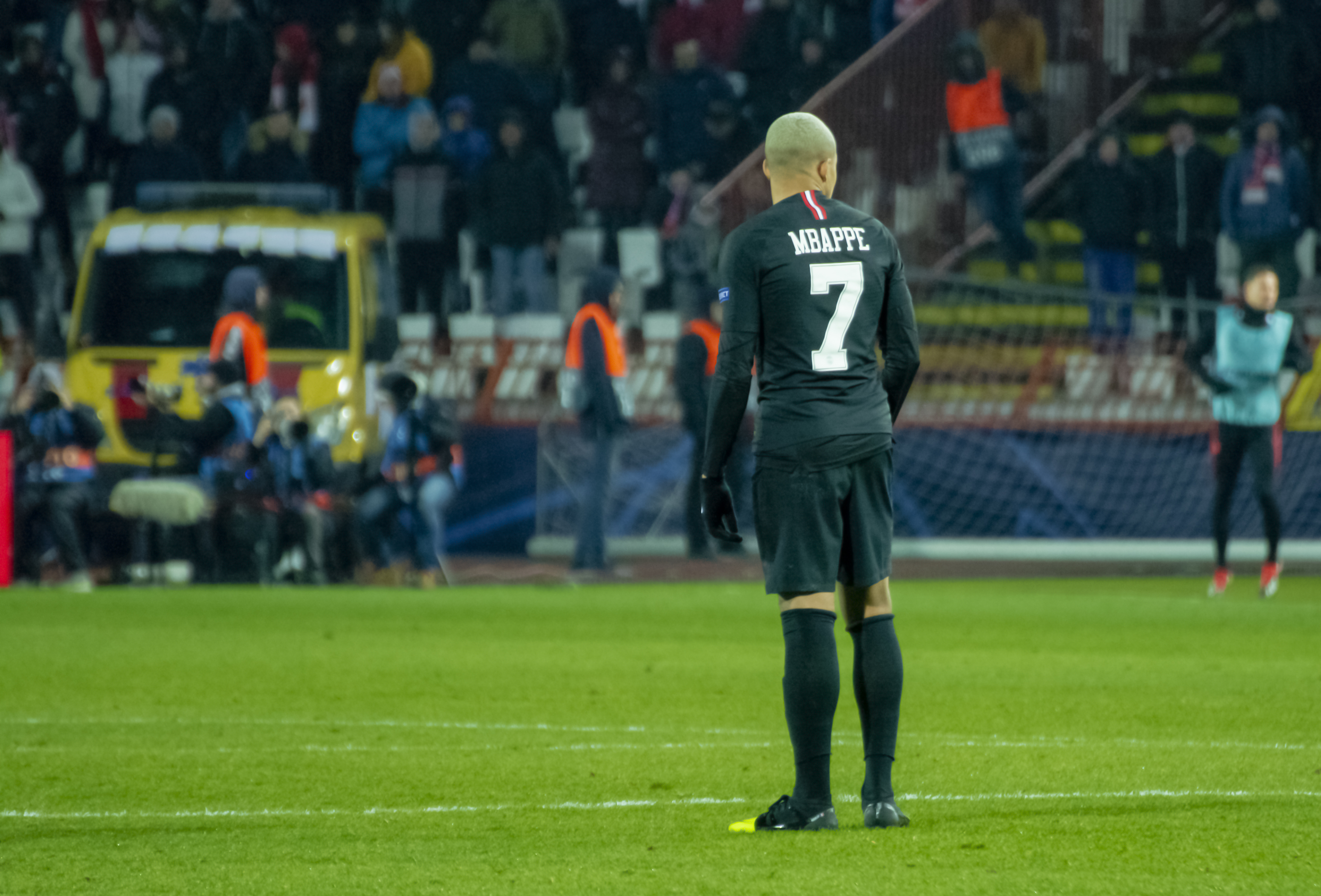
Kylian Mbappé meilleur buteur du Paris Saint-Germain avec 256 réalisations.

- Plus grand nombre de buts inscrits : 256 – Kylian Mbappé
- Plus grand nombre de buts inscrits en Ligue 1 : 175 – Kylian Mbappé
- Plus grand nombre de buts inscrits en Coupe d'Europe : 42 – Kylian Mbappé
- Plus grand nombre de buts inscrits sur une saison : 50 – Zlatan Ibrahimović en 2015–16 (record national)[10]
- Plus grand nombre de buts inscrits en Ligue 1 sur une saison : 38 – Zlatan Ibrahimović en 2015–16[10]
- Plus grand nombre de buts inscrits en un match : 5[35]
  - Kylian Mbappé (vs. Union sportive du Pays de Cassel, Coupe de France de football, 23 janvier 2023)
- Plus grand nombre de buts inscrits au Parc des Princes : 116 - Kylian Mbappé
- Plus grand nombre de buts inscrits à l'extérieur : 138 - Kylian Mbappé
- Plus grand nombre de buts inscrits en Coupe de France : 35 - Kylian Mbappé[36]
- Plus grand nombre de buts inscrits en Coupe de France sur une saison : 10 - François M'Pelé
- Plus grand nombre de buts inscrits en Coupe de la Ligue : 15 - Edinson Cavani
- Plus grand nombre de buts inscrits en Coupe de la Ligue sur une saison : 6 - Pauleta en 2007-08
- Premier but : Bernard Guignedoux (vs. Poitiers, Ligue 2, 23 août 1970)[35]
- Premier but au Parc des Princes : Othniel Dossevi (vs. Red Star Paris, Ligue 2, 10 novembre 1973)[35]
- But le plus rapide : 8 secondes – Kylian Mbappé (vs. Lille, 21 août 2022)
- Plus jeune buteur : Warren Zaïre-Emery – 16 ans, 330 jours (vs. Montpellier, Ligue 1, 1er février 2023)[37]
- Plus vieux buteur : Sergio Ramos – 37 ans, 9 jours (vs. Nice, Ligue 1, 8 avril 2023)
- Plus grand nombre de doublés : 51 - Kylian Mbappé
- Plus grand nombre de doublés en Ligue 1 : 37 - Kylian Mbappé
- Plus grand nombre de doublés en Coupe d'Europe : 7 - Kylian Mbappé
- Plus grand nombre de doublés en Coupe de France : 7 - Kylian Mbappé
- Plus grand nombre de doublés au Trophée des Champions : 1 - Zlatan Ibrahimović, Neymar
- Plus grand nombre de triplés : 12 - Kylian Mbappé
- Plus grand nombre de triplés en Ligue 1 : 7 - Kylian Mbappé
- Plus grand nombre de triplés en Coupe d'Europe : 2 - Neymar, Kylian Mbappé
- Plus grand nombre de triplés en Coupe de France : 3 - Kylian Mbappé
- Plus grand nombre de quadruplés : 2 - Zlatan Ibrahimović
- Plus grand nombre de quintuplés : 1 - Kylian Mbappé

#### Classement des meilleurs buteurs
Ci-dessous, le classement des meilleurs buteurs.
| Rang | Joueur              | Période                 | Matchs | Buts | Ratio |
| ---- | ------------------- | ----------------------- | ------ | ---- | ----- |
| 1    | Kylian Mbappé       | 2017 – 2024             | 308    | 256  | 0,83  |
| 2    | Edinson Cavani      | 2013 – 2020             | 301    | 200  | 0,66  |
| 3    | Zlatan Ibrahimović  | 2012 – 2016             | 180    | 156  | 0,87  |
| 4    | Neymar              | 2017 - 2023             | 173    | 118  | 0,68  |
| 5    | Pauleta             | 2003 – 2008             | 211    | 109  | 0,52  |
| 6    | Dominique Rocheteau | 1980 – 1987             | 254    | 100  | 0,39  |
| 7    | Mustapha Dahleb     | 1974 – 1984             | 310    | 98   | 0,32  |
| 8    | François M'Pelé     | 1973 – 1979             | 217    | 95   | 0,44  |
| 9    | Ángel Di María      | 2015 – 2022             | 295    | 92   | 0,31  |
| 10   | Safet Sušić         | 1982 – 1991             | 344    | 85   | 0,25  |
| 11   | Raí                 | 1993 – 1998             | 215    | 72   | 0,33  |
| 12   | Carlos Bianchi      | 1977 – 1979             | 80     | 71   | 0,89  |
| 13   | Guillaume Hoarau    | 2008 – 2013             | 161    | 56   | 0,35  |
| 14   | George Weah         | 1992 – 1995             | 138    | 55   | 0,40  |
| 15   | Nenê                | 2010 – 2013             | 112    | 48   | 0,43  |
| 16   | Lucas Moura         | 2013 – 2018             | 229    | 46   | 0,20  |
| 17   | Javier Pastore      | 2011 – 2018             | 269    | 45   | 0,17  |
| 18   | David Ginola        | 1992 – 1995             | 158    | 44   | 0,28  |
| 19   | Nambatingue Toko    | 1980 – 1985             | 171    | 43   | 0,25  |
| 20   | Christian André     | 1972 – 1975 1976 – 1977 | 77     | 42   | 0,55  |

### Passes décisives
- Plus grand nombre de passes décisives : 112 –Ángel Di María[39].
- Plus grand nombre de passes décisives en Ligue 1 : 72 – Ángel Di María.
- Plus grand nombre de passes décisives en Ligue 1 sur une saison : 18 – Ángel Di María en 2015-16.
- Plus de passe décisives dans un seul match : 5 – Sušić (contre Bastia, Ligue 1, 21 septembre 1984).

#### Les meilleurs passeurs décisifs
Ci-dessous, les meilleurs passeurs décisifs.
| Rang | Joueur              | Période     | Matchs | Passes décisives | Ratio |
| ---- | ------------------- | ----------- | ------ | ---------------- | ----- |
| 1    | Ángel Di María      | 2015 – 2022 | 295    | 112              | 0,38  |
| 2    | Safet Sušić         | 1982 – 1991 | 345    | 103              | 0,33  |
| 3    | Kylian Mbappé       | 2017 – 2024 | 308    | 96               | 0,31  |
| 4    | Mustapha Dahleb     | 1974 – 1984 | 310    | 80               | 0,26  |
| 5    | Neymar              | 2017 - 2023 | 173    | 70               | 0,40  |
| 6    | Javier Pastore      | 2011 – 2018 | 269    | 56               | 0,21  |
| 7    | Marco Verratti      | 2012 – 2023 | 415    | 56               | 0,13  |
| 8    | Zlatan Ibrahimović  | 2012 – 2016 | 180    | 53               | 0,30  |
| 9    | Jérôme Rothen       | 2004 – 2009 | 180    | 52               | 0,29  |
| 10   | Lucas Moura         | 2013 – 2018 | 229    | 45               | 0,19  |
| 11   | Dominique Rocheteau | 1980 – 1987 | 254    | 42               | 0,16  |
| 12   | Valdo               | 1991 – 1995 | 153    | 40               | 0,26  |
| 13   | Paul Le Guen        | 1991 – 1998 | 344    | 39               | 0,11  |
| 14   | Julian Draxler      | 2017 – 2023 | 198    | 38               | 0,19  |
| 15   | Lionel Messi        | 2021 – 2023 | 74     | 34               | 0,46  |
| 16   | Nenê                | 2010 – 2013 | 112    | 34               | 0,30  |
| 17   | Edinson Cavani      | 2013 – 2020 | 301    | 32               | 0,11  |
| 18   | Achraf Hakimi       | depuis 2021 | 167    | 30               | 0,18  |
| 19   | Raí                 | 1993 – 1998 | 215    | 30               | 0,14  |
| 20   | Blaise Matuidi      | 2011 – 2017 | 295    | 28               | 0,09  |

### Classement des clean-sheets
Classement des clean-sheets.
| Rang | Joueur               | Période     | Matchs | Clean-sheets | Pourcentage |
| ---- | -------------------- | ----------- | ------ | ------------ | ----------- |
| 1    | Bernard Lama         | 1992 – 2000 | 318    | 137          | 43%         |
| 2    | Joel Bats            | 1985 – 1992 | 285    | 111          | 39%         |
| 3    | Dominique Baratelli  | 1978 – 1985 | 281    | 82           | 29%         |
| 4    | Lionel Letizi        | 2000 – 2006 | 196    | 74           | 38%         |
| 5    | Salvatore Sirigu     | 2011 – 2017 | 190    | 71           | 37%         |
| 6    | Mickaël Landreau     | 2006 – 2009 | 151    | 59           | 39%         |
| 7    | Gianluigi Donnarruma | Depuis 2021 | 160    | 56           | 35%         |
| 8    | Alphonse Areola      | 2013 – 2022 | 106    | 51           | 48%         |
| 9    | Keylor Navas         | 2019-2024   | 114    | 51           | 45%         |
| 10   | Kevin Trapp          | 2015 – 2019 | 91     | 47           | 52%         |
| 11   | Jérôme Alonzo        | 2001 – 2008 | 101    | 38           | 38%         |
| 12   | Camille Choquier     | 1970 – 1974 | 93     | 31           | 33%         |
| 13   | Apoula Edel          | 2007 – 2011 | 71     | 27           | 38%         |
| 14   | Ilija Pantelić       | 1974 – 1977 | 114    | 25           | 22%         |
| 15   | Christophe Revault   | 1997 – 1998 | 37     | 14           | 38%         |
| 16   | Sergio Rico          | 2019-2024   | 24     | 13           | 54%         |
| 17   | Vincent Fernandez    | 1994 – 1998 | 26     | 13           | 50%         |
| 18   | Jean-Michel Moutier  | 1984 – 1987 | 38     | 12           | 32%         |
| 19   | Nicolas Douchez      | 2011 – 2016 | 43     | 11           | 26%         |
| 20   | Gianluigi Buffon     | 2018 – 2019 | 25     | 10           | 40%         |

### Joueurs les plus titrés en compétitions officielles

#### Classement des joueurs les plus titrés en compétitions officielles
Classement des joueurs les plus titrés en compétitions officielles
| Rang | Joueur         | Période     | Total | LDC | L1 | CF | CL | TC |
| ---- | -------------- | ----------- | ----- | --- | -- | -- | -- | -- |
| 1    | Marquinhos     | depuis 2013 | 34    | 1   | 10 | 8  | 6  | 9  |
| 2    | Marco Verratti | 2012 – 2023 | 30    | 0   | 9  | 6  | 6  | 9  |
| 3    | Thiago Silva   | 2012 – 2020 | 23    | 0   | 7  | 5  | 6  | 5  |
| 4    | Edinson Cavani | 2013 – 2020 | 19    | 0   | 6  | 4  | 5  | 4  |
| 5    | Ángel Di María | 2015 – 2022 | 18    | 0   | 5  | 5  | 4  | 4  |
| 6    | Kylian Mbappé  | 2017 – 2024 | 17    | 0   | 6  | 4  | 2  | 5  |
| 7    | Adrien Rabiot  | 2012 – 2019 | 15    | 0   | 6  | 2  | 4  | 3  |
| 7    | Blaise Matuidi | 2011 – 2017 | 15    | 0   | 5  | 3  | 4  | 3  |
| 7    | Javier Pastore | 2011 – 2018 | 15    | 0   | 5  | 2  | 5  | 3  |
| 7    | Lucas Moura    | 2013 – 2018 | 15    | 0   | 5  | 2  | 4  | 4  |

### Capitanat
- Plus long capitanat : Thiago Silva - (21 novembre 2012 - 23 août 2020).
- Plus de caps en tant que capitaine : 293 – Thiago Silva[43],[44].
- Plus jeune capitaine : Mamadou Sakho – 17 ans, 249 jours (contre Valenciennes, Ligue 1, 20 octobre 2007)[35].

#### Capitaines
Le tableau suivant présente la liste des capitaines principaux du Paris Saint-Germain depuis 1970.
| Rang | Pays                 | Nom                  | Période     |    | Rang | Pays                | Nom         | Période     |  | Rang                    | Pays        | Nom           | Période     |
| ---- | -------------------- | -------------------- | ----------- | -- | ---- | ------------------- | ----------- | ----------- |  | ----------------------- | ----------- | ------------- | ----------- |
| 1    | Drapeau de la France | Jean Djorkaeff       | 1970 - 1972 |    | 11   |                     | Safet Sušić | 1990 - 1991 |  | 21                      |             | Frédéric Déhu | 2000 - 2002 |
| 2    | Drapeau de la France | Camille Choquier     | 1972 - 1973 | 12 |      | Bruno Germain       | 1991 - 1992 | 22          |  | Mauricio Pochettino     | 2002 - 2003 |               |             |
| 3    | Drapeau de la France | Jean-Pierre Dogliani | 1973 - 1975 | 13 |      | Paul Le Guen        | 1992 - 1994 | 23          |  | Frédéric Déhu           | 2003 - 2004 |               |             |
| 4    |                      | Humberto Coelho      | 1975 - 1976 | 14 |      | David Ginola        | 1994 - 1994 | 24          |  | José-Karl Pierre-Fanfan | 2004 - 2005 |               |             |
| 5    |                      | Mustapha Dahleb      | 1976 - 1978 | 15 |      | Alain Roche         | 1994 - 1995 | 25          |  | Pauleta                 | 2005 - 2008 |               |             |
| 6    |                      | Dominique Bathenay   | 1978 - 1985 | 16 |      | Bernard Lama        | 1995 - 1997 | 26          |  | Claude Makélélé         | 2008 - 2011 |               |             |
| 7    |                      | Luis Fernandez       | 1985 - 1986 | 17 |      | Raí                 | 1997 - 1998 | 27          |  | Mamadou Sakho           | 2011 - 2012 |               |             |
| 8    |                      | Jean-Marc Pilorget   | 1986 - 1987 | 18 |      | Marco Simone        | 1998 - 1999 | 28          |  | Christophe Jallet       | 2012 - 2012 |               |             |
| 9    |                      | Fabrice Poullain     | 1987 - 1988 | 19 |      | Ali Benarbia        | 1999 - 2000 | 29          |  | Thiago Silva            | 2012 - 2020 |               |             |
| 10   |                      | Oumar Sène           | 1988 - 1990 | 20 |      | Éric Rabésandratana | 2000 - 2000 | 30          |  | Marquinhos              | depuis 2020 |               |             |

#### Hall of Fame
Le 4 juillet 2017, le club dévoile sur son site internet son Hall of Fame qui regroupe tout d'abord les vingt joueurs considérés par les instances parisiennes comme les meilleurs de son histoire. Si la plupart des noms tombent comme des évidences, la présence de David Beckham, qui n'a joué qu'une demi-saison au PSG (14 matchs) en 2013, fait débat chez les supporters. Présenté comme un « ambassadeur de charme » par la direction parisienne, la présence du joueur anglais montre surtout que le critère sportif n'a pas été le seul retenu pour établir la liste. Certains fans regrettent également les absences d'Amara Diané, de Vincent Guérin, d'Antoine Kombouaré, de Paul Le Guen ou encore d'Alain Roche.
| Nom                  | Poste             | Période                 |
| -------------------- | ----------------- | ----------------------- |
| Dominique Bathenay   | Milieu de terrain | 1978 - 1985             |
| David Beckham        | Milieu de terrain | 2013                    |
| Carlos Bianchi       | Attaquant         | 1977 - 1979             |
| Mustapha Dahleb      | Attaquant         | 1974 - 1984             |
| Jean Djorkaeff       | Défenseur         | 1970 - 1972             |
| Jean-Pierre Dogliani | Attaquant         | 1973 - 1976             |
| Luis Fernandez       | Milieu de terrain | 1978 - 1986             |
| David Ginola         | Attaquant         | 1992 - 1995             |
| Zlatan Ibrahimović   | Attaquant         | 2012 - 2016             |
| Bernard Lama         | Gardien           | 1992 - 1997 1998 - 2000 |
| Jay-Jay Okocha       | Milieu de terrain | 1998 - 2002             |
| Pedro Miguel Pauleta | Attaquant         | 2003 - 2008             |
| Jean-Marc Pilorget   | Défenseur         | 1975 - 1987 1988 - 1989 |
| Raí                  | Milieu de terrain | 1993 - 1998             |
| Ricardo              | Défenseur         | 1991 - 1995             |
| Dominique Rocheteau  | Attaquant         | 1980 - 1987             |
| Ronaldinho           | Milieu de terrain | 2001 - 2003             |
| Safet Sušić          | Milieu de terrain | 1982 - 1991             |
| Valdo                | Milieu de terrain | 1991 - 1995             |
| George Weah          | Attaquant         | 1992 - 1995             |

Ci-dessous, la liste des joueurs qui ont quitté le club après 2017 et qui pourraient également se voir attribuer une place au Hall of Fame dans le futur[réf. nécessaire].
| Nom            | Poste             | Période     |
| -------------- | ----------------- | ----------- |
| Thiago Motta   | Milieu de terrain | 2012 - 2018 |
| Thiago Silva   | Défenseur         | 2012 - 2020 |
| Edinson Cavani | Attaquant         | 2013 - 2020 |
| Ángel Di María | Attaquant         | 2015 - 2022 |
| Marco Verratti | Milieu de terrain | 2012 - 2023 |
| Neymar         | Attaquant         | 2017 - 2023 |
| Kylian Mbappé  | Attaquant         | 2017 - 2024 |

### Transferts les plus chers de l'histoire du Paris SG
| Arrivées |       |      |                       |         |                     |
| Rang     | Année | Pays | Joueur                | Montant | Provenance          |
| 1er      | 2017  |      | Neymar                | 222 M€  | FC Barcelone        |
| 2e       | 2017  |      | Kylian Mbappé         | 180 M€  | AS Monaco           |
| 3e       | 2023  |      | Randal Kolo Muani     | 95 M€   | Eintracht Francfort |
| 4e       | 2025  |      | Khvicha Kvaratskhelia | 70 M€   | SSC Napoli          |
| 5e       | 2021  |      | Achraf Hakimi         | 68 M€   | Inter Milan         |
| 6e       | 2023  |      | Gonçalo Ramos         | 65 M€   | Benfica Lisbonne    |
| 7e       | 2013  |      | Edinson Cavani        | 64,5 M€ | SSC Naples          |
| 8e       | 2015  |      | Ángel Di María        | 63 M€   | Manchester United   |
| 9e       | 2024  |      | João Neves            | 60 M€   | Benfica Lisbonne    |
| -        | 2023  |      | Manuel Ugarte         | 60 M€   | Sporting CP         |
| -        | 2024  |      | Désiré Doué           | 60 M€   | Stade Rennais       |
| 12e      | 2020  |      | Mauro Icardi          | 50 M€   | Inter Milan         |
| -        | 2023  |      | Ousmane Dembélé       | 50 M€   | FC Barcelone        |
| 14e      | 2014  |      | David Luiz            | 49,5 M€ | Chelsea FC          |
| 15e      | 2023  |      | Lucas Hernández       | 45 M€   | Bayern Munich       |
| -        | 2024  |      | Willian Pacho         | 45 M€   | Eintracht Francfort |
| -        | 2023  |      | Bradley Barcola       | 45 M€   | Olympique Lyonnais  |
| 18e      | 2012  |      | Thiago Silva          | 42 M€   | AC Milan            |
| -        | 2011  |      | Javier Pastore        | 42 M€   | US Palerme          |
| 20e      | 2022  |      | Vitinha               | 41,5 M€ | FC Porto            |

| Départs |       |      |                        |          |                     |
| Rang    | Année | Pays | Joueur                 | Montant  | Destination         |
| 1er     | 2023  |      | Neymar                 | 90 M€    | Al-Hilal FC         |
| 2e      | 2025  |      | Xavi Simons            | 81 M€    | RB Leipzig          |
| 3e      | 2024  |      | Manuel Ugarte          | 50 M€    | Manchester United   |
| 4e      | 2023  |      | Marco Verratti         | 45 M€    | Al-Arabi SC         |
| 5e      | 2018  |      | Gonçalo Guedes         | 40 M€    | Valence CF          |
| 6e      | 2016  |      | David Luiz             | 35 M€    | Chelsea FC          |
| 7e      | 2003  |      | Ronaldinho             | 32,25 M€ | FC Barcelone        |
| 8e      | 2018  |      | Lucas Moura            | 28,4 M€  | Tottenham Hotspur   |
| 9e      | 2017  |      | Blaise Matuidi         | 25 M€    | Juventus FC         |
| -       | 2017  |      | Serge Aurier           | 25 M€    | Tottenham Hotspur   |
| 11e     | 2018  |      | Javier Pastore         | 24,7 M€  | AS Roma             |
| 12e     | 2018  |      | Yuri Berchiche         | 24 M€    | Athletic Bilbao     |
| 13e     | 2019  |      | Giovani Lo Celso       | 22 M€    | Real Betis          |
| 14e     | 2022  |      | Arnaud Kalimuendo      | 20 M€    | Stade Rennais       |
| 15e     | 2019  |      | Christopher Nkunku     | 19,5 M€  | RB Leipzig          |
| 16e     | 2013  |      | Mamadou Sakho          | 19 M€    | Liverpool FC        |
| 17e     | 2016  |      | Lucas Digne            | 16,5 M€  | FC Barcelone        |
| -       | 2024  |      | Hugo Ekitike           | 16,5 M€  | Eintracht Francfort |
| 19e     | 2017  |      | Jean-Kévin Augustin    | 16 M€    | RB Leipzig          |
| 20e     | 2002  |      | Nicolas Anelka         | 15 M€    | Manchester City     |
| -       | 2019  |      | Moussa Diaby           | 15 M€    | Bayer Leverkusen    |
| -       | 2023  |      | Abdou Diallo           | 15 M€    | Al-Arabi SC         |
| -       | 2023  |      | El Chadaille Bitshiabu | 15 M€    | RB Leipzig          |

## Entraîneurs
- Premier entraîneur : Pierre Phelipon (1970-1972)[47].
- Premier entraîneur étranger : Velibor Vasović (1976-1977)[47].
- Plus long contrat d'un entraîneur : Georges Peyroche (3 saisons et huit mois, entre 1979 et 1983)[48].
- Plus de matchs dirigés : 244 – Luis Fernandez[49].
- Plus de trophées remportés : 11 – Laurent Blanc[49].
- Entraîneurs qui ont remporté une Coupe d'Europe avec un club français : Luis Fernandez et Luis Enrique

| Période                             | Nom                                | Matchs dirigés | Victoires | Pourcentage de victoires | Nuls | Pourcentage de nuls | Défaites | Pourcentage de défaites |
| 1970 – 30 juin 1972                 | Pierre Phelipon                    | 74             | 30        | 40,5                     | 22   | 29,7                | 22       | 29,7                    |
| 1er juillet 1972 – 30 juin 1973     | Robert Vicot                       | 35             | 20        | 57,1                     | 9    | 25,7                | 6        | 17,1                    |
| 1er juillet 1973 – 9 septembre 1975 | Just Fontaine et Robert Vicot      | 96             | 45        | 46,9                     | 24   | 25,0                | 27       | 28,1                    |
| 9 septembre 1975 – 30 juin 1976     | Just Fontaine                      | 41             | 15        | 36,6                     | 12   | 29,3                | 14       | 34,1                    |
| 1er juillet 1976 – 22 mai 1977      | Velibor Vasović                    | 39             | 19        | 48,7                     | 6    | 15,4                | 14       | 35,9                    |
| 22 mai 1977 – 30 juin 1977          | Pierre Alonzo et Ilija Pantelić    | 4              | 2         | 50,0                     | 2    | 50,0                | 0        | 0,0                     |
| 1er juillet 1977 – 23 août 1978     | Jean-Michel Larqué                 | 48             | 17        | 35,4                     | 11   | 22,9                | 20       | 41,7                    |
| 23 août 1978 – 1er novembre 1978    | Pierre Alonzo                      | 10             | 3         | 30,0                     | 3    | 30,0                | 4        | 40,0                    |
| Novembre 1978 – 6 octobre 1979      | Velibor Vasović                    | 34             | 12        | 34,3                     | 8    | 23,5                | 14       | 41,2                    |
| 7 octobre 1979 – 30 octobre 1979    | Pierre Alonzo et Camille Choquier  | 3              | 2         | 66,7                     | 0    | 0,0                 | 1        | 33,3                    |
| 30 octobre 1979 – 30 juin 1983      | Georges Peyroche                   | 169            | 84        | 49,7                     | 38   | 22,5                | 47       | 27,8                    |
| 1er juillet 1983 – 6 avril 1984     | Lucien Leduc                       | 38             | 17        | 44,7                     | 12   | 31,6                | 9        | 23,7                    |
| 6 avril 1984 – 4 avril 1985         | Georges Peyroche                   | 41             | 17        | 41,5                     | 8    | 19,5                | 16       | 39,0                    |
| 4 avril 1985 – 30 juin 1985         | Christian Coste                    | 16             | 5         | 31,2                     | 3    | 18,8                | 8        | 50,0                    |
| 1er juillet 1985 – 25 octobre 1987  | Gérard Houllier                    | 106            | 49        | 46,2                     | 28   | 26,4                | 29       | 27,4                    |
| 25 octobre 1987 – janvier 1988      | Erick Mombaerts                    | 8              | 1         | 12,5                     | 3    | 37,5                | 4        | 50,0                    |
| Janvier 1988 – 30 juin 1988         | Erick Mombaerts et Gérard Houllier | 17             | 6         | 35,3                     | 6    | 35,3                | 5        | 29,4                    |
| 1er juillet 1988 – 30 juin 1990     | Tomislav Ivić                      | 86             | 41        | 47,7                     | 21   | 24,4                | 24       | 27,9                    |
| 1er juillet 1990 – 10 juin 1991     | Henri Michel                       | 41             | 15        | 36,6                     | 12   | 29,3                | 14       | 34,1                    |
| 10 juin 1991 – 30 juin 1994         | Artur Jorge                        | 144            | 78        | 54,2                     | 44   | 30,6                | 22       | 15,3                    |
| 1er juillet 1994 – 30 juin 1996     | Luis Fernandez                     | 113            | 68        | 60,2                     | 21   | 18,6                | 24       | 21,2                    |
| 1er juillet 1996 – 30 juin 1998     | Ricardo Gomes et Joël Bats         | 106            | 54        | 50,9                     | 24   | 22,6                | 28       | 26,4                    |
| 1er juillet 1998 – 8 octobre 1998   | Alain Giresse                      | 11             | 4         | 36,4                     | 2    | 18,2                | 5        | 45,5                    |
| 12 octobre 1998 – 13 mars 1999      | Artur Jorge                        | 23             | 6         | 26,1                     | 9    | 39,1                | 8        | 34,8                    |
| 13 mars 1999 – 3 décembre 2000      | Philippe Bergeroo                  | 75             | 35        | 46,7                     | 16   | 21,3                | 24       | 32,0                    |
| 3 décembre 2000 – 1er juin 2003     | Luis Fernandez                     | 131            | 57        | 43,5                     | 40   | 30,5                | 34       | 26,0                    |
| 10 juin 2003 – 8 février 2005       | Vahid Halilhodžić                  | 80             | 36        | 45,0                     | 27   | 33,6                | 17       | 21,3                    |
| 9 février 2005 – 27 décembre 2005   | Laurent Fournier                   | 36             | 17        | 47,2                     | 7    | 19,4                | 12       | 33,3                    |
| 27 décembre 2005 – 15 janvier 2007  | Guy Lacombe                        | 54             | 18        | 33,3                     | 20   | 37,0                | 16       | 29,6                    |
| 15 janvier 2007 – 30 juin 2009      | Paul Le Guen                       | 132            | 62        | 47,0                     | 30   | 18,5                | 40       | 30,3                    |
| 1er juillet 2009 – 30 décembre 2011 | Antoine Kombouaré                  | 134            | 61        | 45,5                     | 39   | 29,1                | 34       | 25,4                    |
| 30 décembre 2011 – 25 juin 2013     | Carlo Ancelotti                    | 77             | 49        | 63,6                     | 19   | 24,7                | 9        | 11,7                    |
| 25 juin 2013 – 27 juin 2016         | Laurent Blanc                      | 173            | 126       | 72,8                     | 31   | 17,9                | 16       | 9,2                     |
| 28 juin 2016 – 23 mai 2018          | Unai Emery                         | 114            | 87        | 76,3                     | 15   | 13,2                | 12       | 10,5                    |
| 7 juin 2018 - 24 décembre 2020      | Thomas Tuchel                      | 127            | 95        | 74,8                     | 13   | 10,2                | 19       | 15,0                    |
| 2 janvier 2021 - 5 juillet 2022     | Mauricio Pochettino                | 72             | 48        | 66,7                     | 12   | 16,7                | 12       | 16,7                    |
| 5 juillet 2022 - 5 juillet 2023     | Christophe Galtier                 | 50             | 34        | 65,8                     | 6    | 12,0                | 10       | 20,0                    |
| depuis le 5 juillet 2023            | Luis Enrique                       | 110            | 76        | 69,09                    | 20   | 18,18               | 14       | 12.72                   |

## Présidents
- Premier président : Pierre-Étienne Guyot (26 juin 1970 - 4 juin 1971)[50].
- Premier président étranger : Nasser Al-Khelaifi (depuis le 4 novembre 2011)[50].
- Plus long mandat de président : Nasser Al-Khelaifi (depuis le 4 novembre 2011)[50].
- Plus de trophées remportés : 36– Nasser Al-Khelaifi[51].

## Distinctions
| Récompenses UNFP | Récompenses France Football |
| - Meilleur joueur (14) - David Ginola en 1994 - Vincent Guérin en 1995 - Marco Simone en 1998 - Zlatan Ibrahimović en 2013, 2014 et 2016 - Edinson Cavani en 2017 - Neymar en 2018 - Kylian Mbappé en 2019, 2021, 2022, 2023 et 2024 - Ousmane Dembélé en 2025 - Meilleur espoir (7) - Mamadou Sakho en 2011 - Marco Verratti en 2014 - Kylian Mbappé en 2018 et 2019 - Nuno Mendes en 2023 - Warren Zaïre-Emery en 2024 - Désiré Doué en 2025 - Meilleur gardien (5) - Salvatore Sirigu en 2013 et 2014 - Keylor Navas en 2021 - Gianluigi Donnarumma en 2022 et 2024 - Meilleur entraîneur (5) - Carlo Ancelotti en 2013 - Laurent Blanc en 2015 et 2016 - Unai Emery en 2018 - Luis Enrique en 2025 - Équipe-type (88) - Fabrice Poullain en 1987 - Joël Bats en 1988 - Marco Simone en 1998 - Éric Rabésandratana en 2000 - Lionel Letizi en 2001 - Mikel Arteta en 2002 - Gabriel Heinze en 2002 - Ronaldinho en 2002 - Bernard Mendy en 2004 - Pauleta en 2006 - Mario Yepes en 2006 - Guillaume Hoarau en 2009 - Stéphane Sessègnon en 2009 - Mamadou Sakho en 2011 - Nenê en 2011 et 2012 - Christophe Jallet en 2013 - Salvatore Sirigu en 2013 et 2014 - Zlatan Ibrahimović en 2013, 2014, 2015 et 2016 - Maxwell en 2013, 2015 et 2016 - Blaise Matuidi en 2013 et 2016 - Thiago Silva en 2013, 2014, 2015, 2016, 2017, 2018 et 2019 - Marco Verratti en 2013, 2014, 2015, 2016, 2017, 2018 et 2019 - Thiago Motta en 2014 - Edinson Cavani en 2014, 2017 et 2018 - Javier Pastore en 2015 - David Luiz en 2015 et 2016 - Serge Aurier en 2016 - Ángel Di María en 2016 et 2019 - Daniel Alves en 2018 - Neymar en 2018, 2019 et 2021 - Kylian Mbappé en 2018, 2019, 2021, 2022, 2023 et 2024 - Marquinhos en 2018, 2019, 2021, 2022, 2024 et 2025 - Presnel Kimpembe en 2021 - Keylor Navas en 2021 - Gianluigi Donnarumma en 2022 et 2024 - Nuno Mendes en 2022, 2023 et 2025 - Lionel Messi en 2023 - Achraf Hakimi en 2023, 2024 et 2025 - Warren Zaïre-Emery en 2024 - Ousmane Dembélé en 2024 et 2025 - Vitinha en 2024 et 2025 - Bradley Barcola en 2025 - Désiré Doué en 2025 - João Neves en 2025 - Willian Pacho en 2025 - Plus beau but (2) - Ronaldinho en 2003 - Zlatan Ibrahimović en 2014 | - Ballon d'or (3) - George Weah en 1995 - Lionel Messi en 2021 et 2023 - Trophée Kopa (1) - Kylian Mbappé en 2018 - Trophée Yachine (1) - Gianluigi Donnarumma en 2021 - Ballon d'or africain (1) - George Weah en 1994 - Dirigeant de l'année (3) - Francis Borelli en 1980 - Robin Leproux en 2010 - Nasser Al-Khelaïfi en 2013 - Entraîneur français de l'année (1) - Laurent Blanc en 2015 - Étoile d'or (6) - Luis Fernandez en 1986 - Bernard Lama en 2000 - Zlatan Ibrahimović en 2014 et 2016 - Javier Pastore en 2015 - Neymar en 2018 et 2019 - Joueur de l'année de D2 (1) - Bernard Guignedoux en 1970 - Joueur étranger de l'année (14) - Mustapha Dahleb en 1977 - Safet Sušić en 1983 - Raí en 1995 et 1997 - Marco Simone en 1998 - Nenê en 2010 - Zlatan Ibrahimović en 2012, 2013 et 2014 - Marco Verratti en 2015 - Edinson Cavani en 2016 et 2017 - Thiago Silva en 2018 - Ángel Di María en 2019 - Joueur français de l'année (10) - Luis Fernandez en 1985 - Alain Roche en 1992 - David Ginola en 1993 - Bernard Lama en 1994 - Vincent Guérin en 1995 - Blaise Matuidi en 2015 - Kylian Mbappé en 2018, 2019, 2023 et 2024 - Révélation de l'année (2) - Christian Perez en 1988 - Kylian Mbappé en 2017 |
| Récompenses internationales | Récompenses nationales et statistiques |
| - FIFA/FIFPro World XI (17) - Zlatan Ibrahimović en 2013 - Thiago Silva en 2013, 2014 et 2015 - David Luiz en 2014 - Neymar en 2017 - Daniel Alves en 2017 et 2018 - Kylian Mbappé en 2018, 2019, 2022 et 2023 - Gianluigi Donnarumma en 2021 - Lionel Messi en 2021, 2022 et 2023 - Achraf Hakimi en 2022 - Golden Boy (1) - Kylian Mbappé en 2017 - Équipe de l'année UEFA (10) - Thiago Silva en 2012, 2013 et 2015 - Zlatan Ibrahimović en 2013 et 2014 - Daniel Alves en 2017 - Kylian Mbappé en 2018 et 2022 - Neymar en 2020 - Vitinha en 2024 - Équipe ultime de l'UEFA (1) - Zlatan Ibrahimović en 2015 - Meilleur joueur de la saison en Ligue des champions (1) - Ousmane Dembélé en 2025 - Meilleur espoir de la saison en Ligue des champions (1) - Désiré Doué en 2025 - Équipe-type de la saison en Ligue des champions (17) - Zlatan Ibrahimović en 2014 - Thiago Silva en 2016 - Neymar en 2020 et 2021 - Marquinhos en 2020, 2021 et 2025 - Kylian Mbappé en 2020, 2021 et 2022 - Vitinha en 2024 et 2025 - Ousmane Dembélé en 2025 - Gianluigi Donnarumma en 2025 - Désiré Doué en 2025 - Achraf Hakimi en 2025 - Nuno Mendes en 2025 - Golden Foot (2) - Zlatan Ibrahimović en 2012 - Edinson Cavani en 2018 - Guldbollen (5) - Zlatan Ibrahimović en 2012, 2013, 2014, 2015 et 2016 - Pallone Azzurro (1) - Marco Verratti en 2015 - Samba d'or (6) - Thiago Silva en 2012 et 2013 - Neymar en 2017, 2020, 2021 et 2022 - Globe Soccer Awards - Joueur de l'année (1) - Kylian Mbappé en 2021 - Globe Soccer Awards - Gardien de l'année (1) - Gianluigi Donnarumma en 2021 | - Meilleur buteur de C1 (2) - George Weah en 1995 - Kylian Mbappé en 2024 - Meilleur buteur de L1 (16) - Carlos Bianchi en 1978 et 1979 - Pauleta en 2006 et 2007 - Zlatan Ibrahimović en 2013, 2014 et 2016 - Edinson Cavani en 2017 et 2018 - Kylian Mbappé en 2019, 2020, 2021, 2022, 2023 et 2024 - Ousmane Dembélé en 2025 - Meilleur passeur de C1 (2) - Zlatan Ibrahimović en 2013 - Ángel Di María en 2020 - Meilleur passeur de L1 (8) - Safet Sušić en 1985 et 1986 - Ángel Di María en 2016 et 2020 - Neymar en 2018 - Kylian Mbappé en 2022 - Lionel Messi en 2023 - Ousmane Dembélé en 2024 |

### Compétitions internationales

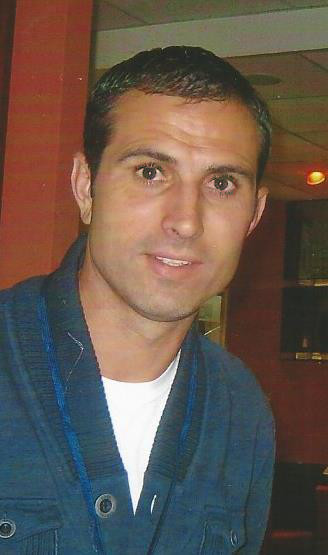
Pauleta est l'un des cinq joueurs à remporter le Titre de Meilleur buteur de la Ligue 1 avec le PSG.

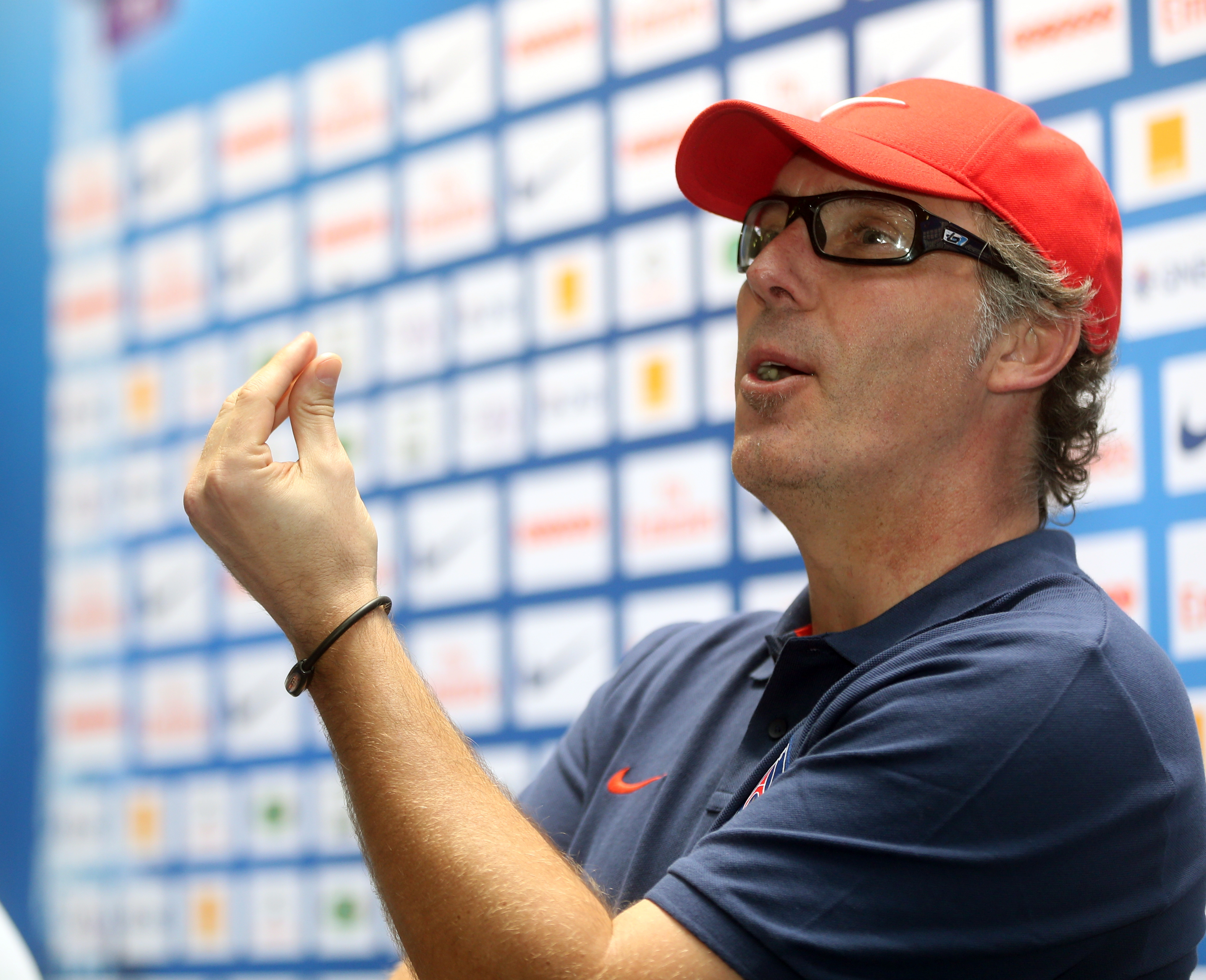
Laurent Blanc a été nommé Manager de l'Année par France Football en 2015 à la suite du quadruplé historique du PSG.

| Compétition                 | Édition | Nation | Nation        | Joueurs                                                                               |
| --------------------------- | ------- | ------ | ------------- | ------------------------------------------------------------------------------------- |
| Coupe du monde              | 2022    |        | Argentine     | Leandro Paredes, Ángel Di María et Lionel Messi                                       |
| Coupe du monde              | 2018    |        | France        | Alphonse Areola - Presnel Kimpembe - Blaise Matuidi - Kylian Mbappé                   |
| Coupe du monde              | 2014    |        | Allemagne     | Julian Draxler                                                                        |
| Coupe du monde              | 2010    |        | Espagne       | Sergio Ramos                                                                          |
| Coupe du monde              | 2006    |        | Italie        | Gianluigi Buffon                                                                      |
| Coupe du monde              | 2002    |        | Brésil        | Ronaldinho - Vampeta                                                                  |
| Coupe du monde              | 1998    |        | France        | Youri Djorkaeff - Bernard Lama                                                        |
| Coupe du monde              | 1994    |        | Brésil        | Leonardo - Raí                                                                        |
| Coupe du monde              | 1978    |        | Argentine     | Osvaldo Ardiles                                                                       |
| Coupe du monde              | 1970    |        | Brésil        | Joel Camargo                                                                          |
| Championnat d'Europe        | 2020    |        | Italie        | Gianluigi Donnarumma - Alessandro Florenzi - Salvatore Sirigu - Marco Verratti        |
| Championnat d'Europe        | 2016    |        | Portugal      | Danilo Pereira                                                                        |
| Championnat d'Europe        | 2012    |        | Espagne       | Sergio Ramos                                                                          |
| Championnat d'Europe        | 2008    |        | Espagne       | Sergio Ramos                                                                          |
| Championnat d'Europe        | 2000    |        | France        | Nicolas Anelka - Youri Djorkaeff - Bernard Lama                                       |
| Championnat d'Europe        | 1984    |        | France        | Joël Bats - Daniel Bravo - Luis Fernandez - Yvon Le Roux - Dominique Rocheteau        |
| Copa América                | 2021    |        | Argentine     | Lionel Messi - Ángel Di María - Leandro Paredes                                       |
| Copa América                | 2019    |        | Brésil        | Dani Alves - Marquinhos - Thiago Silva                                                |
| Copa América                | 2011    |        | Uruguay       | Edinson Cavani - Diego Lugano - Cristian Rodríguez                                    |
| Copa América                | 2007    |        | Brésil        | Alex - Dani Alves                                                                     |
| Copa América                | 2001    |        | Colombie      | Mario Yepes                                                                           |
| Copa América                | 1999    |        | Brésil        | César - Christian - Ronaldinho - Vampeta                                              |
| Copa América                | 1997    |        | Brésil        | Leonardo                                                                              |
| Copa América                | 1989    |        | Brésil        | Ricardo - Valdo                                                                       |
| Coupe d'Afrique des nations | 2023    |        | Côte d'Ivoire | Serge Aurier                                                                          |
| Coupe d'Afrique des nations | 2021    |        | Sénégal       | Idrissa Gueye - Abdou Diallo                                                          |
| Coupe d'Afrique des nations | 2015    |        | Côte d'Ivoire | Serge Aurier - Siaka Tiéné                                                            |
| Coupe d'Afrique des nations | 2004    |        | Tunisie       | Selim Benachour                                                                       |
| Coupe d'Afrique des nations | 1994    |        | Nigeria       | Jay-Jay Okocha                                                                        |
| Ligue des nations           | 2021    |        | France        | Kylian Mbappé - Presnel Kimpembe                                                      |
| Ligue des nations           | 2019    |        | Portugal      | Gonçalo Guedes - Danilo Pereira                                                       |
| Coupe des confédérations    | 2017    |        | Allemagne     | Julian Draxler - Kevin Trapp                                                          |
| Coupe des confédérations    | 2013    |        | Brésil        | Dani Alves - David Luiz - Lucas Moura - Neymar - Thiago Silva                         |
| Coupe des confédérations    | 2009    |        | Brésil        | Dani Alves                                                                            |
| Coupe des confédérations    | 2005    |        | Brésil        | Ronaldinho                                                                            |
| Coupe des confédérations    | 2003    |        | France        | Grégory Coupet - Ludovic Giuly - Mickaël Landreau - Jérôme Rothen                     |
| Coupe des confédérations    | 2001    |        | France        | Nicolas Anelka - Grégory Coupet - Youri Djorkaeff - Mickaël Landreau - Laurent Robert |
| Coupe des confédérations    | 1997    |        | Brésil        | Leonardo                                                                              |

En gras les joueurs ayant remporté le trophée en étant au PSG.
| CM   | Joueurs |
| ---- | --- |
| 1982 | Mustapha Dahleb Dominique Baratelli Dominique Rocheteau Ivica Šurjak                                                                                                   |
| 1986 | Joël Bats Michel Bibard Luis Fernández Dominique Rocheteau |
| 1990 | Gabriel Calderón Safet Sušić Zlatko Vujović |
| 1994 | Raí |
| 2002 | Ronaldinho Mauricio Pochettino Bartholomew Ogbeche Jay-Jay Okocha |
| 2006 | Bonaventure Kalou Danijel Ljuboja Pauleta David Rozehnal Vikash Dhorasoo                                                                                               |
| 2014 | Thiago Silva Maxwell Thiago Motta Salvatore Sirigu Marco Verratti Edinson Cavani Yohan Cabaye Blaise Matuidi Lucas Digne Ezequiel Lavezzi                              |
| 2018 | Edinson Cavani Presnel Kimpembe Kylian Mbappé Alphonse Areola Ángel Di María Giovani Lo Celso Thiago Silva Neymar Marquinhos Julian Draxler Kevin Trapp Thomas Meunier |
| 2022 | Lionel Messi Marquinhos Neymar Keylor Navas Carlos Soler Pablo Sarabia Kylian Mbappé Achraf Hakimi Danilo Pereira Nuno Mendes Vitinha                                  |

- Nombre de matchs joués en Coupe du monde :
  - 26 : Lionel Messi
  - 17 : Ángel Di María, Edinson Cavani, Sergio Ramos
  - 15 : Thiago Silva
  - 14 : Kylian Mbappé
  - 13 : Gianluigi Buffon, Neymar
  - 11 : Dani Alves, Keylor Navas
  - 9 : Achraf Hakimi
  - 8 : David Beckham et Dominique Rocheteau, Thomas Meunier
  - 7 : David Luiz, Eric Maxim Choupo-Moting, Grzegorz Krychowiak
  - 6 : Joel Bats, Luiz Fernandez et Ezequiel Lavezzi, Marquinhos, Idrissa Gueye
  - 5 : Safet Sušić, Zlatko Vujović, Gabriel Calderón, Raí, Ronaldinho, Pauleta, Blaise Matuidi, Adrien Rabiot, Kingsley Coman
  - 4 : Yohan Cabaye, Leandro Paredes, Timothy Weah
  - 3 : Gonçalo Guedes, Ivica Šurjak, Mustapha Dahleb, Thiago Motta, Mauricio Pochettino, Jay-Jay Okocha, Selim Benachour, David Rozehnal, Julian Draxler, Vitinha
  - 2 : Marco Verratti, Bartholomew Ogbeche, Vikash Dhorasoo, Bonaventure Kalou, Carlos Soler
  - 1 : Maxwell, Presnel Kimpembe, Salvatore Sirigu, Michel Bibard, Lucas Digne, Thilo Kehrer, Pablo Sarabia, Xavi Simons, Nuno Mendes, Danilo Pereira
- Nombre de buts marqués en Coupe du monde :
  - 13 : Lionel Messi
  - 12 : Kylian Mbappé
  - 5 : Edinson Cavani
  - 4 : Neymar Jr
  - 3 : Dominique Rocheteau
  - 2 : Thiago Silva et Ronadinho
  - 1 : Luis Fernandez, Safet Sušić, Raí, Pedro-Miguel Pauleta, Bonaventure Kalou, Blaise Matuidi, Grzegorz Krychowiak, Ángel Di María, Thomas Meunier, Eric Maxim Choupo-Moting, Carlos Soler, Timothy Weah, Adrien Rabiot

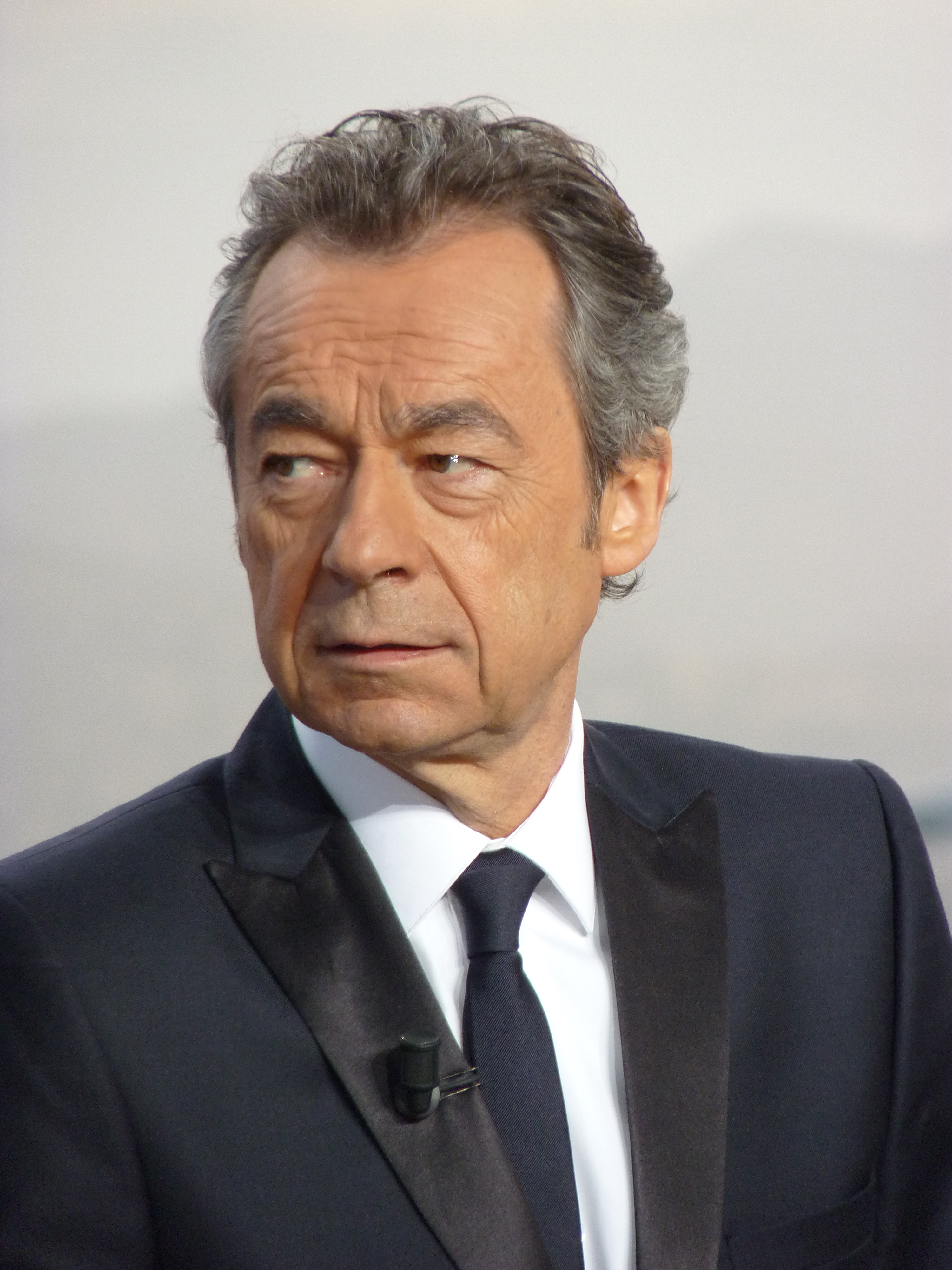
L'ancien président du PSG, Michel Denisot, a été fait Chevalier de la Légion d'Honneur en 1998 pour son travail à la tête du club.

### France Football
- Ballon d'or : 1
  -  Lionel Messi — 2021
  - 🇱🇷 George Weah  — 1995
- Trophée Yachine : 1
  -  Gianluigi Donnarumma — 2021
- Trophée Kopa : 1
  -  Kylian Mbappe — 2018
- Joueur africain de l'année : 1
  -  George Weah – 1994[56].
- Joueur français de l'année : 9[57]
  -  Luis Fernández – 1985.
  -  Alain Roche – 1992.
  -  David Ginola – 1993.
  -  Bernard Lama – 1994.
  -  Vincent Guérin – 1995.
  -  Blaise Matuidi – 2015[58].
  -  Kylian Mbappe — 2018, 2019 et 2022-2023
- Entraîneur français de l'année : 1
  -  Laurent Blanc – 2015[59].
- Président français de l'année : 1
  -  Robin Leproux – 2010[60].
- Meilleur joueur étranger de Ligue 1 : 5
  - Marco Verratti - 2015
  - Edinson Cavani - 2016 et 2017
  - Thiago Silva - 2018
  - Ángel Di María - 2019

### FIFA
- Joueur FIFA de l'Année : 2
  -  George Weah – 1995[61].
  -  Lionel Messi – 2022.
- FIFA FIFPro World XI : 8
  -  Thiago Silva (3) – 2013[62], 2014[63], 2015[64].
  -  Zlatan Ibrahimović – 2013[62].
  -  David Luiz – 2014[63].
  -  Neymar - 2017[65]
  -  Dani Alves (2) - 2017[66], 2018
  -  Kylian Mbappe (3) – 2018, 2019, 2022
  -  Lionel Messi (2) – 2021, 2022
  -  Achraf Hakimi – 2022

### UEFA
- Équipe de l'UEFA de l'Année : 5
  -  Thiago Silva (2) – 2012[67], 2013[68].
  -  Zlatan Ibrahimović (2) – 2013[68], 2014[69].
  -  Dani Alves (1) - 2017[70]
  -  Kylian Mbappe (1) — 2018
  -  Neymar (1) - 2020
- Meilleur buteur de la Ligue des Champions : 1
  -  George Weah – 7 buts en 1994-95[71].
- Meilleur passeur décisif de la Ligue des Champions : 1
  -  Zlatan Ibrahimović – 7 passes décisives en 2012-13[72].

Distinction personnelle :
Homme du Match
- Phase de groupes (depuis 2021) :
  - Kylian Mbappé (4) :
    - Paris SG - Juventus, 1re journée, 06/09/2022[73]
    - Maccabi Haïfa - Paris SG, 2e journée, 14/09/2022[73]
    - Paris SG - RB Leipzig, 3e journée, 19/10/2021[74]
    - Paris SG - Club Brugge, 6e journée, 07/12/2021[74]

  - Lionel Messi (1) :
    - Paris SG - Maccabi Haïfa, 5e journée, 25/10/2022[74]

  - Idrissa Gueye (1) :
    - Paris SG - Man. City, 2e journée, 28/09/2021[74]
- Phase à élimination directe (depuis 2020) :
  - Juan Bernat (1) :
    - Paris SG - Dortmund, 8e de finale (Retour), 11/03/2020

  - Neymar (2) :
    - Atalanta - Paris SG, Quart de finale (Final 8), 12/08/2020
    - Paris SG - Bayern, Quart de finale (Retour), 13/04/2021

  - Di María (1) :
    - RB Leipzig - Paris SG, Demi-finale (Final 8), 18/08/2020

  - Kylian Mbappé (3) :
    - Barcelona - Paris SG, 8e de finale (Aller), 16/02/2021
    - Bayern - Paris SG, Quart de finale (Aller), 07/04/2021
    - Paris SG - Real Madrid, 8e de finale (Aller), 15/02/2022

  - Keylor Navas (1) :
    - Paris SG - Barcelona, 8e de finale (Retour), 10/03/2021

### Ligue 1
- Meilleur joueur (13)
  -  David Ginola en 1994
  -  Vincent Guérin en 1995
  -  Marco Simone en 1998
  -  Zlatan Ibrahimović en 2013, 2014 et 2016
  -  Edinson Cavani en 2017
  -  Neymar en 2018
  -  Kylian Mbappé en 2019, 2021, 2022, 2023 et 2024
- Meilleur espoir (6)
  -  Mamadou Sakho en 2011
  -  Marco Verratti en 2014
  -  Kylian Mbappé en 2018 et 2019
  -  Nuno Mendes en 2023
  -  Warren Zaïre-Emery en 2024
- Meilleur gardien (5)
  -  Salvatore Sirigu en 2013 et 2014
  -  Keylor Navas en 2021
  -  Gianluigi Donnarumma en 2022 et 2024
- Meilleur entraîneur (4)
  -  Carlo Ancelotti en 2013
  -  Laurent Blanc en 2015 et 2016
  -  Unai Emery en 2018

- Plus beau but (2)
  -  Ronaldinho en 2003
  -  Zlatan Ibrahimović en 2014
- Équipe type de l'année : 63
  - 1998 : Marco Simone
  - 2004 : Bernard Mendy
  - 2006 : Mario Yepes (2) et Pauleta
  - 2009 : Stéphane Sessègnon et Guillaume Hoarau
  - 2011 : Mamadou Sakho et Nenê
  - 2012 : Nenê (2)
  - 2013 : Salvatore Sirigu, Christophe Jallet, Maxwell, Thiago Silva, Marco Verratti, Blaise Matuidi et Zlatan Ibrahimović
  - 2014 : Salvatore Sirigu (2), Thiago Silva (2), Marco Verratti (2), Thiago Motta, Edinson Cavani et Zlatan Ibrahimović (2)
  - 2015 : Thiago Silva (3), David Luiz, Maxwell (2), Marco Verratti (3), Javier Pastore, Zlatan Ibrahimović (3)
  - 2016 : Serge Aurier (2), Thiago Silva (4), David Luiz (2), Maxwell (3), Marco Verratti (4), Blaise Matuidi (2), Ángel Di María et Zlatan Ibrahimović (4)
  - 2017 : Thiago Silva (5), Marco Verratti (5) et Edinson Cavani (2)
  - 2018 : Dani Alves, Marquinhos, Thiago Silva (6), Marco Verratti (6), Kylian Mbappé (2), Edinson Cavani (3) et Neymar
  - 2019 : Marquinhos (2), Thiago Silva (7), Marco Verratti (7), Kylian Mbappé (3), Ángel Di María (2) et Neymar (2)
  - 2021 : Marquinhos (3), Keylor Navas (1), Presnel Kimpembe (1), Kylian Mbappé (4) et Neymar (3)
  - 2022 : Gianluigi Donnarumma (1), Marquinhos (4), Kylian Mbappé (5) et Nuno Mendes (1)
  - 2023 : Nuno Mendes (2), Achraf Hakimi (1), Kylian Mbappé (6) et Lionel Messi (1)
  - 2024 : Gianluigi Donnarumma (2), Marquinhos (5), Achraf Hakimi (2), Warren Zaïre-Emery (1), Vitinha (1), Ousmane Dembélé (1), Kylian Mbappé (7)
  - 2025 : Achraf Hakimi (3), Marquinhos (6), Willian Pacho (1), Nuno Mendes (2), Fabian Ruiz (1), Vitinha (2), João Neves (1), Bradley Barcola (1), Ousmane Dembélé (2)

### Tuttosport - Golden Boy
- Kylian Mbappé — 2017

### Palmarès international des joueurs du club
Ce tableau liste les différents joueurs qui ont évolué au Paris Saint-Germain vainqueurs d'un titre avec leur sélection, les noms en gras précisent que le joueur concerné était alors sous les couleurs du club au moment de la victoire.
Deux Brésiliens et trois Français ont remporté la Coupe du monde en portant simultanément les couleurs du Paris Saint-Germain, il s'agit de Raí en 1994 (capitaine de son équipe au début de la compétition), de Ronaldinho en 2002 et d'Alphonse Areola, Presnel Kimpembe (tous deux formés au club) et Kylian Mbappé en 2018.
Luis Fernandez et Dominique Rocheteau en 1984, puis Bernard Lama en 2000 sont quant à eux les seuls Parisiens à avoir remporté un Championnat d'Europe des nations, tous avec l'équipe de France. En Coupe d'Afrique des nations, seuls Selim Benachour en 2004 et Serge Aurier en 2015 l'ont gagnée. S'agissant de la Copa América, en 1997, Leonardo est le seul joueur parisien de l'histoire à être revenu victorieux. Une compétition disparue, la Coupe Afro-Asiatique des nations, avait été remportée par Lyazid Sandjak en 1991,.
Nicolas Anelka avec la France en 2001, Lucas Moura et Thiago Silva en tant que capitaine du Brésil en 2013, Kevin Trapp et Julian Draxler en tant que capitaine de l'Allemagne en 2017 ont soulevé le trophée de la Coupe des confédérations.
Pour en finir avec les seniors, trois joueurs parisiens ont terminé vainqueurs des Jeux Olympiques. Il s'agit de Jean-Claude Lemoult en 1984, Gabriel Heinze en 2004 et Marquinhos en 2016.
Chez les équipes de jeunes et les espoirs, en 2013, Alphonse Areola, Youssouf Sabaly et Jean-Christophe Bahebeck ont gagné avec l'équipe de France la Coupe du monde des moins de 20 ans.
En 2005, Franck Dja Djédjé remporta lui le Championnat d'Europe des moins de 19 ans avec la France. Jean-Kévin Augustin y parviendra en 2016.
Toujours avec l'équipe de France, de nombreux Parisiens participent et terminent vainqueurs du Championnat d'Europe des moins de 18 ans : Didier Domi et Nicolas Anelka en 1996, Fabrice Kelban en 1997, Bernard Mendy et Nicolas Fabiano en 2000.
Enfin, en 2015, cinq autres joueurs formés au club gagneront le Championnat d'Europe des moins de 17 ans avec l'équipe de France. Il s'agit de Mamadou Doucouré, Alec Georgen, Lorenzo Callegari, Jonathan Ikoné et Odsonne Edouard.

### Autres
- Chevalier de la Légion d'Honneur : 4
  -  Michel Denisot – 1998[94].
  -  Kylian Mbappe — 2019
  -  Presnel Kimpembe — 2019
  -  Alphonse Areola — 2019